# Thomas Hornemann
Thomas Hornemann (* 1943 in Hamburg) ist ein deutscher Maler. Anfang der 1980er Jahre war er Mitglied der Galerie am Moritzplatz.

## Leben
Die schulische Ausbildung erhielt Hornemann im Internat Loccum und im Bismarck-Gymnasium in Hamburg. Er nahm ersten privaten Zeichenunterricht bei Walter Siebelist (1904–1978). Von 1958 bis 1961 machte Hornemann eine Anstreicherlehre, die er mit dem Gesellenbrief abschloss. Von 1962 bis 1968 studierte er an der Kunstgewerbeschule in Basel bei Walter Bodmer, Franz Fedier, Joos Hutter und Armin Hoffmann. Von 1968 bis 1969 unternahm er Reisen nach Marokko, England und Irland. Von 1969 bis 1974 lebte Hornemann in Köln und gründete mit Berndt Höppner und Henning John von Freyend die Galerie Exit. 1975 zog er nach Berlin. Ende der siebziger Jahre zählte Hornemann mit Rainer Fetting, Helmut Middendorf, Bernd Zimmer und Anne Jud zu den Künstlern, die im SO36 ausstellten – nach dessen Neugründung als Veranstaltungsort. Von 1980 bis 1981 war Hornemann Mitglied der Galerie am Moritzplatz. 1982 arbeitete er in La Romana in der Dominikanischen Republik. 1987 erhielt er ein Arbeitsstipendium des Berliner Senators für kulturelle Angelegenheiten. 1989 wurde er mit dem 2. Preis des IG-Metall-Kunstpreises in Berlin ausgezeichnet. 1992 führte ihn ein Stipendium des Berliner Senators für kulturelle Angelegenheiten nach Istanbul. Von 1999 bis 2001 hatte Thomas Hornemann eine Gastdozentur an der Universität der Künste Berlin. Er illustrierte Kinderbücher und einen Roman der österreichischen Schriftstellerin Elfriede Czurda. Seit 2004 lehrt er regelmäßig an der Kunstakademie Bad Reichenhall. Thomas Hornemann lebt und arbeitet in Berlin.

## Einzelausstellungen (Auswahl)
- 2012   Galerie Brennecke, Berlin
- 2010   Doppel:Punkt, Galerie Andreas Höhne, München
- 2009   Galerie Bon Ton, Jennersdorf
- 2008   Sehstücke, Sønderjyllands Kunstmuseum, Tønder
- 2007   Zeichnerei und Kritzelei, Galerie Karo, Wuppertal
- 2006   Neueste Bilder, Galerie Wewerka, Berlin
- 2004   Reihung. 100 kleine Bilder, Pasinger Fabrik, München
- 2003   Ensor in Berlin. Malerei, U-Bahnhof Frankfurter Tor, Berlin
- 2001   Zufall & Notwendigkeit. Zeichnereien, Galerie Wewerka, Berlin
- 2000   Seh-Zeichen, Kunstverein Genthiner Elf, Berlin
- 1997   Brillo-Box-Pulp, Galerie Nothelfer & Giesler, Berlin
- 1995   Galerie Beck, Erlangen
- 1995   Macka Sanat Galerisi, Istanbul
- 1994   Il Canto Sospeso. Arbeiten auf Papier, Goethe-Institut, Rom
- 1993   Neue Arbeiten, Galerie Zink, Baden-Baden
- 1992   Künstler faxen, Galerie Pfefferle, München
- 1991   Bilder/Zeichnerei, Galerie Giesler, Berlin
- 1990   Canticos. Arbeiten auf Papier, Galerie Pfefferle, München (Katalog)
- 1990   Malerei, Galerie Elke Zink, Baden-Baden
- 1989   Sammlung Dr. Stober, Kutscherhaus, Berlin
- 1989   Bilder, Kunstverein, Pforzheim
- 1988   Lureley. Der hinterlistige Fels, Arbeiten auf Schiefer, Galerie Pfefferle, München
- 1988   Neue Bilder, Galerie Pfefferle, München
- 1987   Galerie Delta, Rotterdam
- 1987   Galerie Pfahlbusch, Mannheim
- 1986   Bilder und Zeichnungen, Galerie Pfefferle, München (Katalog)
- 1984   Galerie Interni Raab, Berlin
- 1981   Topeng Masken, Galerie am Moritzplatz, Berlin
- 1980   Galerie am Moritzplatz, Berlin

## Gruppenausstellungen (Auswahl)
- 2013   Süd Ost 36. 1978-79, Galerie Brennecke, Berlin
- 2013   Berlin-Klondyke, Hipp Halle, Gmunden; Werkschauhalle, Leipzig
- 2007   Goethe-Institut, Barcelona
- 2006   Ausserordentlich und obszön. Rolf Dieter Brinkmann und die Pop-Literatur, Kunsthaus Rhenania, Köln
- 2005   Urbane Realitäten, Focus, Istanbul; Martin-Gropius-Bau, Berlin
- 2004   Bocca della Verita, Kunstverein, Bad Salzdetfurt
- 2003   Recht auf Glück, Dienstleistung Kunst, Mittelstrimmig
- 2003   Zeitgenössisch!, KPM-Quartier, Berlin
- 2001   Episoden. Malerei heute im kleinen Format, Galerie Konvention, Berlin
- 1998   Istanbul in Berlin. Berliner Istanbul-Stipendiaten 1988-1998, Kunstamt Kreuzberg, Berlin
- 1996   Werkschau 4, Künstlerförderung, Berlin
- 1996   Arbeiten auf Papier, Galerie Giesler Nothelfer, Berlin
- 1995   Goethe-Institut, Casablanca
- 1995   Goethe-Institut, Tanger
- 1992   Künstler der Galerie, Galerie Wild, Frankfurt am Main
- 1990   Accrochage, Galerie Koronio, Athen
- 1990   Erotik, Galerie Pfefferle, München
- 1990   Deutscher Künstlerbund 1990, Jahresausstellung, Berlin
- 1989   Arbeiten auf Papier, Galerie Pfefferle, München
- 1987   Malerei in Europa. Positionen 1, Galerie Pfefferle, München
- 1986   Terza rassegna internazionale d’arte Amalfi, Amalfi
- 1985   Arbeiten auf Papier, Galerie Pfefferle, München
- 1985   Moritzplatz, Bonner Kunstverein; Kunstraum, Hamburg; Kunstverein, Pforzheim
- 1983   Bermuda Fünfeck, Galerie Interni Raab, Berlin
- 1985   Im Theater, Büro Berlin, Berlin
- 1981   Mond/Mord/Macht, Galerie am Moritzplatz, Berlin
- 1981   Stillleben, Die Inszenierung des Gegenstandes, Galerie Gmyrek, Düsseldorf
- 1980   Handzeichnung 2, Galerie am Moritzplatz, Berlin
- 1979   Kunstpreis junger westen, Kunsthalle Recklinghausen
- 1979   Forum Junger Kunst, Württembergischer Kunstverein Stuttgart
- 1977   Freie Berliner Kunstausstellung, Berlin
- 1967   Collage 67, Städtische Galerie im Lenbachhaus, München
- 1966   Kunstpreis der Jugend, Kunsthalle Baden-Baden

## Werke in öffentlichen Sammlungen
- Berlinische Galerie-Museum für Moderne Kunst, Photographie, Architektur, Berlin
- Artothek, Neuer Berliner Kunstverein, Berlin
- Gulf & Western Art Foundation, Gulf & Western Plaza, N.Y., USA
- Kunstsammlung Heinrich, Maulbronn

## Veröffentlichungen von Thomas Hornemann
- Brillo-Box-Pulp, mit einem Essay von Eckart Britsch, Polyptoton-Verlag, Berlin 1997, ISBN 3-00-001169-2
- Thomas Hornemann, Istanbul, mit einem Text von Joachim Sartorius, Rainer Verlag, Berlin 1993, ISBN 3-88537-151-0.
- Boogie–Woogie für Jo–Jo,  Vorwort in: Rolf Behm, Galerie Sfeir-Semler, Kiel 1991.
- Arbeitsgeräusche und Cigarettenduft, Nachwort in: Rolf Behm. Bilder, Galerie Springer, Art Cologne 1987.
- Asphalt-Dschungel und anderes, Selbstverlag, 1974.
- Alles ist Kunst, Manifest (Text-Plakat), Köln 1969.